# Stephen L. Baker
Stephen L. Baker (* 1955) je americký novinář, spisovatel a absolvent Kolumbijské univerzity. Jeho první kniha Numerati se zabývá lidským chováním v digitálním věku. Mezi první profesní úspěchy patří získání místa hlavního ekonomického reportéra časopisu The Daily Journal ve Venezuele. Od roku 1987 do prosince 2009 byl zaměstnancem týdeníku BusinessWeek. V současné době pracuje na své druhé knize s názvem Final Jeopardy (Jeopardy je soutěž typu Riskuj!), ve kterém píše o superpočítači firmy IBM jménem Watson. Tento počítač nové generace umí analyzovat text, hledat souvislosti a vyhodnocovat výsledky s takovou správností, že se mu dokonce podařilo porazit lidského protivníka v oblíbené hře Jeopardy.

## Dílo
- Numerati – O touze porozumět a předpovědět lidské chování v digitálním věku